# Dionysios von Mesene
Dionysios von Mesene (altgriechisch Διονύσιος; * wohl in der südmesopotamischen Landschaft Mesene; † 323 v. Chr. in Babylon) geriet aus nicht näher bekannter Ursache in die Gefangenschaft Alexanders des Großen, wurde aber befreit und setzte sich in Abwesenheit des Königs in dessen Gewändern auf den Thron, wofür er hingerichtet wurde.

## Antike Berichte
Nur drei erhaltene Quellen, die antiken Historiker Arrian und Diodor sowie der Biograph Plutarch, bringen kurze Berichte über Dionysios von Mesene. Der Bericht Arrians basiert, wie er selbst angibt, auf dem Geschichtswerk des zeitgenössischen Alexanderhistorikers Aristobulos, der selbst an Alexanders Feldzug nach Asien teilgenommen hatte. Diodors Bericht folgt dagegen der alternativen Überlieferung des Kleitarchos.
Die erhaltenen Darstellungen überliefern kaum Nachrichten über Dionysios’ Herkunft und sein früheres Leben, sondern beschäftigen sich im Zusammenhang mit Alexanders Anfang 323 v. Chr. erfolgter Rückkehr nach Babylon fast ausschließlich mit Dionysios’ erwähnter provokativer Tat, die ihn das Leben kostete. Nur Plutarch erwähnt den Namen des Dionysios und seine Herkunft aus Mes(s)ene. Er sei aufgrund nicht näher spezifizierter Anklagen vom Küstengebiet nach Babylon gebracht und dort lange gefangen gehalten worden. In scheinbarem Widerspruch hierzu führt Diodor in seinem Bericht über Alexanders Babylon-Aufenthalt aus, dass Dionysios ein arretierter „Einheimischer“ – vielleicht ein Perser – gewesen sei. Andrik Abramenko hat den Widerspruch zwischen der Plutarch-Überlieferung, die vom griechischen Messene oder Messenien als Herkunftsort des Dionysios zu sprechen scheint, und Diodors Aussage dahingehend aufgelöst, dass er Mesene, die auch häufig Charakene genannte, schon lange zu Babylonien gehörende historische Landschaft bei Plutarch gemeint sieht. Dies kann sich auch auf einen Teil der handschriftlichen Überlieferung des Plutarch-Textes stützen.
Vor seiner Ankunft in Babylon war Alexander von babylonischen Wahrsagern oder Chaldäern aufgrund ungünstiger Vorzeichen vor dem Betreten der Stadt gewarnt worden. Nach kurzem Zögern zog er doch in Babylon ein. Hier hielt er sich nun länger auf. Nach seinen Vorstellungen sollte Babylon wieder eine Metropole des Orients werden.
Laut Arrians Darstellung entfernte sich Alexander gemeinsam mit seinen makedonischen Begleitern (hetairoi) aus einer Beratung über die Einreihung neuer Truppenverbände, um seinen Durst zu stillen. Vor seiner Rückkehr ergriff eine von Arrian namentlich nicht genannte Person – „ein Mensch ohne Bedeutung, von dem einige sagen, es sei einer der frei herumlaufenden Staatsgefangenen gewesen“ – die Gelegenheit, in den Beratungssaal zu gehen, sich die königlichen Kleider anzuziehen, das Diadem aufzusetzen und auf dem leeren Thron Platz zu nehmen. Diodor gibt an, dass er „spontan“ von seinen Fesseln befreit worden und seinen Wachen entkommen sei, woraufhin er während Alexanders Abwesenheit in den Palast eingedrungen sei und sich auf den Thron gesetzt habe. Da sich die griechischen und makedonischen Gefolgsleute des Königs mit diesem zurückgezogen hatten, waren allein die persischen Eunuchen anwesend und wagten nicht, Dionysios seines Platzes zu verweisen. Stattdessen sahen sie in dessen Handlungsweise ein bevorstehendes Unheil, zerrissen ihre Gewänder und schlugen sich vor die Brust.
Sobald Alexander den Vorfall bemerkte, ließ er Dionysios foltern, um seine Motive herauszufinden. Er argwöhnte, dass eine Verschwörung gegen ihn geplant sei, konnte aber nichts Konkretes in Erfahrung bringen. Nachdem er seine Seher befragt hatte, ordnete er die Exekution des Dionysios an. Wenige Tage nach dieser Episode, am 29. Mai 323 v. Chr., brach bei Alexander eine tödliche Fieberkrankheit aus, der er am 10. Juni 323 v. Chr. erlag.

## Einschätzungen der Forschung
Obwohl die Historizität vieler der tradierten Omina, die Alexanders baldigen Tod angekündigt haben sollen, fraglich ist, betrachten zahlreiche Althistoriker wie Alexander Demandt und Siegfried Lauffer die erwähnte Episode von Dionysios’ unerlaubter Thronbesteigung als geschichtlich. Der Altorientalist Hans Martin Kümmel fand eine plausible, seitdem in der Forschung verbreitete Erklärung für diesen Vorfall: Demnach wollten die Chaldäer das Alexander nach ihrer Vorhersage drohende Unheil dadurch abwehren, dass sie selbst Dionysios – in Anwendung eines altorientalischen Rituals – dazu überredeten, auf dem Thron Platz zu nehmen. Gemäß diesem Ritual wäre er als Todeskandidat ausersehen worden, um als „Ersatzkönig“ investiert und hingerichtet zu werden. Durch seinen Opfertod hätte er das Alexander drohende Unheil von ihm abwenden sollen. Die griechischen Historiker verstanden das Ritual wohl nicht, sondern überlieferten es als seltsames Vorzeichen. Eine andere Rekonstruktion versucht der Althistoriker Andrik Abramenko: Ihm zufolge habe es sich tatsächlich, wie von Alexander befürchtet, um eine Verschwörung gegen den König gehandelt, die von lokalen babylonischen Eliten lanciert worden, dann aber gescheitert sei. Dabei sei das Ritual des Ersatzkönigs als eine Art Vorwand benutzt worden, um den verschwörerischen Hintergrund zu verdecken. Letztlich ist die Quellenlage so unklar, dass die Episode zu Spekulationen einlädt.